# Хирургический инструмент

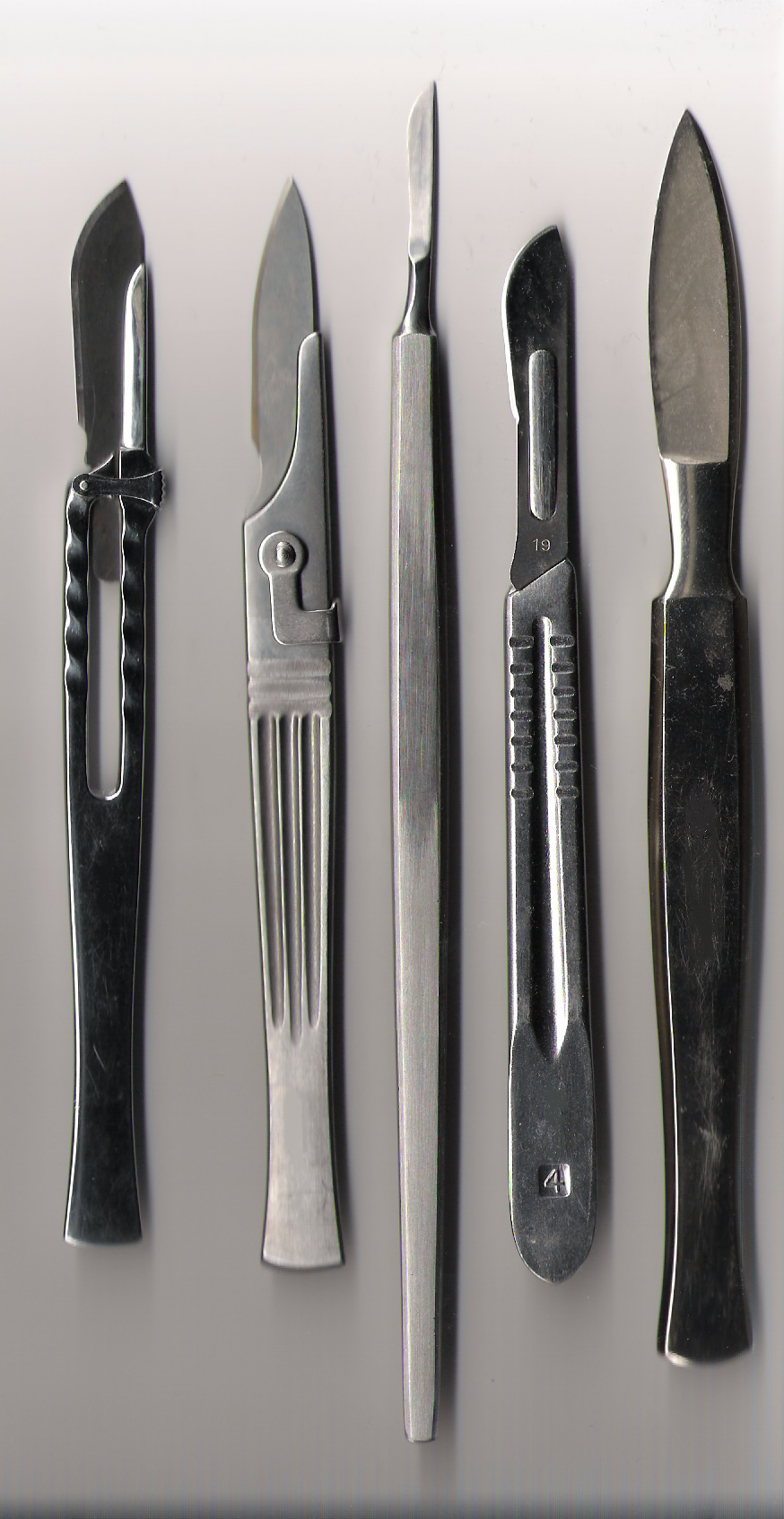
Скальпели

Хирургический инструмент — специально изготовленный инструмент для использования во время хирургических вмешательств.

## Виды хирургического инструмента
Значительная часть хирургического инструмента сгруппирована в наборы, предназначенные для выполнения определённых оперативных вмешательств. Кроме общехирургического, существует специальный:
- акушерско-гинекологический (акушерские щипцы, пулевые щипцы, кюретка гинекологическая, расширители Гегара, абортцанг),
- нейрохирургический (кусачки),
- оториноларингологический (авдиометр, аудиометр),
- офтальмологический (микрокератом, эксимерный лазер, LASIK),
- Патологоанатомический (Скальпель, ампутационный нож, секционный нож, кишечные ножницы, пила, молоток, долото, бритва, анатомический пинцет, Хирургический пинцет, Мозговой нож Вирхова, Ножницы пуговчатые, Хирургический шовный материал),
- реаниматологический , травматологический (Хирургический шовный материал) и ортопедический,
- трансплантологический,
- микрохирургический,
- стоматологический (стоматологические щипцы, стоматологическая кюретка, элеватор стоматологический, скальпель, зажим, ножницы хирургические, хирургический пинцет, хирургическая игла, хирургический шовный материал)
- урологический инструментарий.

По конструкции — от состоящих из одной детали (скальпель) до механизированных (с ручным, электро- и пневмоприводом).
По функциональному назначению разделяют на:
- бужирующие и зондирующие (для исследования узких ходов, увеличения их просвета),
- зажимный (для пережатия трубчатых и полых органов; удержания и фиксации тканей, органов и хирургических игл во время проведения операция),
- колющий (для проколов с целью введения лекарственных жидкостей, дренажей),
- расширяющий и оттесняющий (для расширения ран и полостей органов),
- режущий (для рассечения тканей, срезания полипов и наростов, иссечения опухолей, резекции различных органов).

Изготавливаются, в основном, из металлов — углеродистой инструментальной стали с никелированным или хромовым покрытием, нержавеющей хромистой стали, латуни; инструмент с матовой поверхностью изготавливают из сплавов титана.

## Список
- Элеватор
- Диссектор
- Языкодержатель

- Лопатка Буяльского
- Игла Лигатурная Дешана
- Распатор рёберный Дуаэна

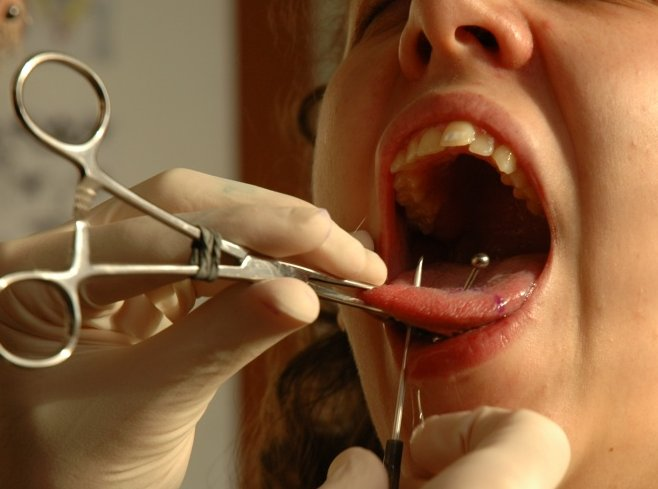
Языкодержатель

- Нож-распатор — двусторонний хирургический инструмент, одна рабочая часть которого представляет собой обоюдоострый нож, а другая — распатор, предназначен для отсечения и отделения фиброзно-хрящевой оболочки бронхов при операциях на легких

- Ложка Фолькмана
- Трепан ручной

- Пила Джильи
- Долото прямое
- Геморроидальные щипцы
- Круглые щипцы

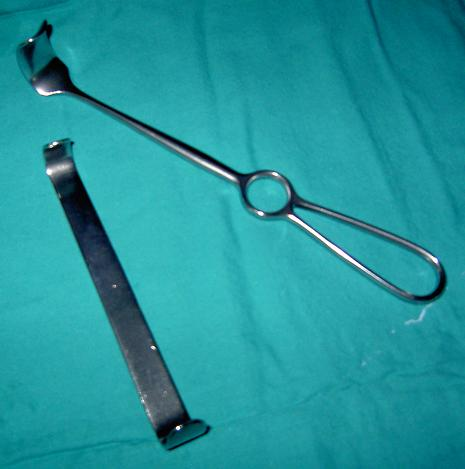
Ранорасширители

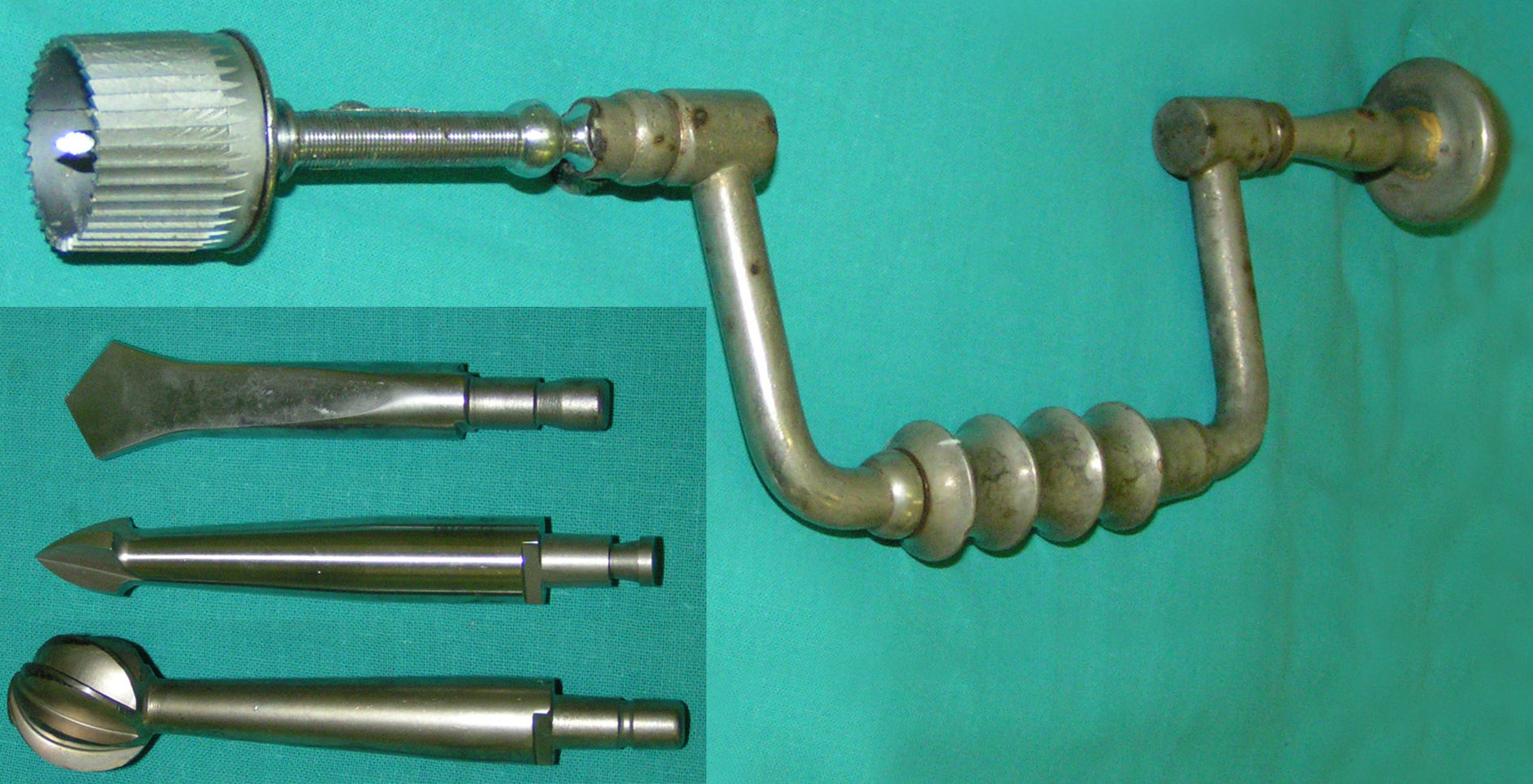
Трепан

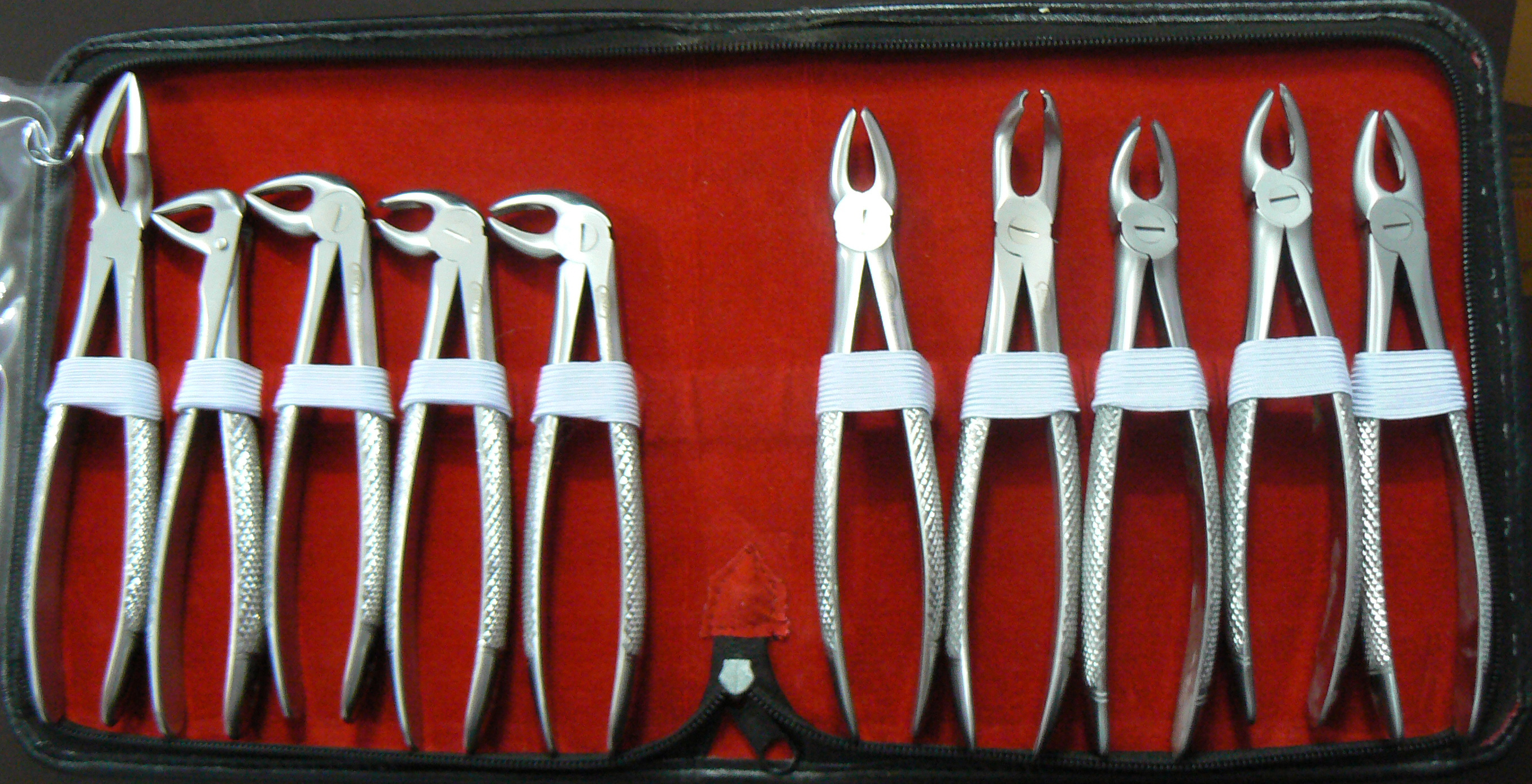
Набор щипцов для стоматологии

- Троакар грудной (взрослый / детский)

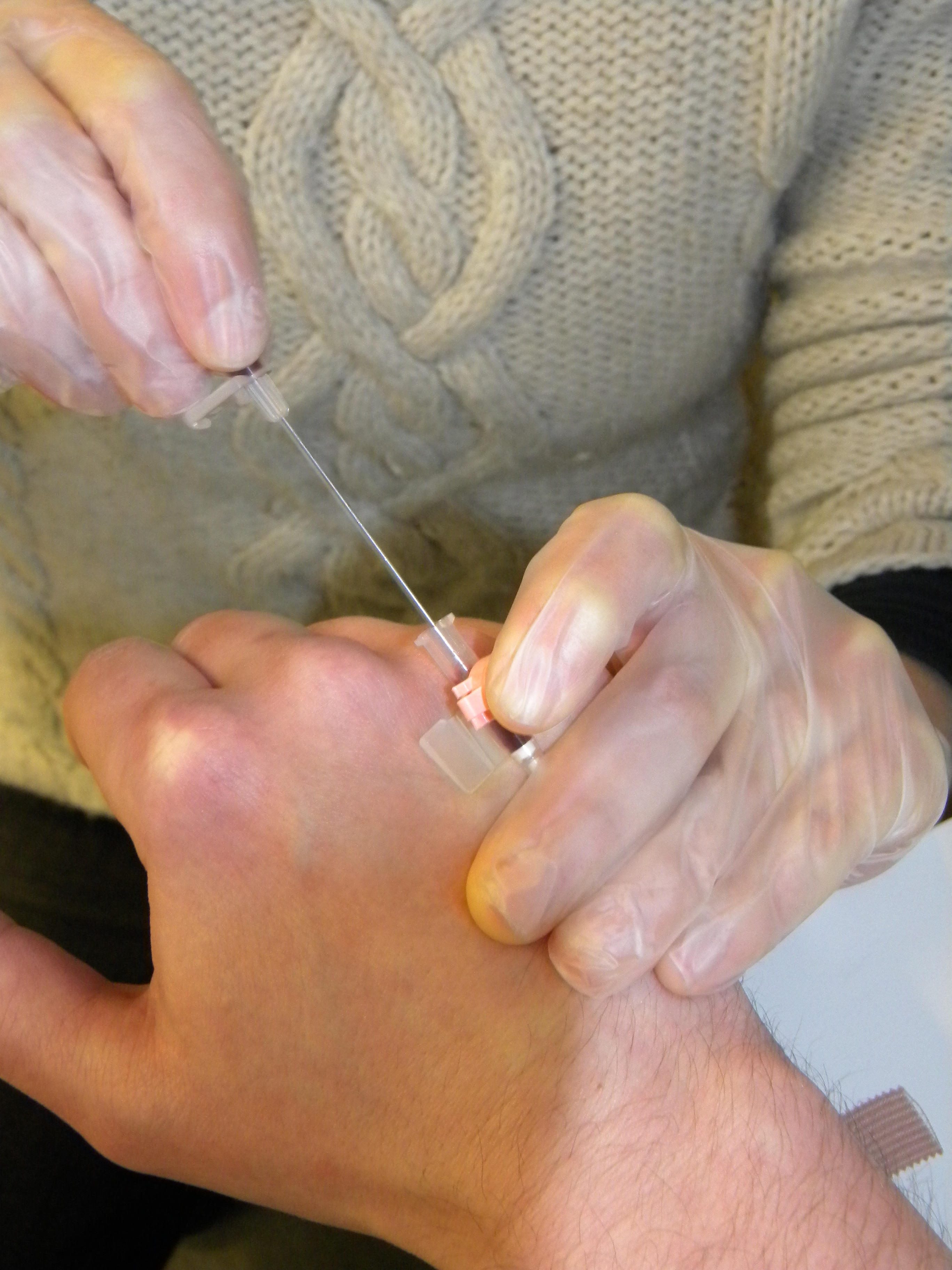
Пункция периферической вены

- Троакар абдоминальный (взрослый / детский)

Расширители
- Трахеорасширители:
  - Вульфсона
  - с кремальерой
- Ранорасширители:
  - Микулича
  - Госсе
  - Ру
- Расширители гинекологические Гегара
- Крючок Фарабефа

Иглы
- Атравматические
- Колющие
- Режущие

Зеркала
- Почечное
- Печёночное
- С подобное
- Абдоминальное
- Гинекологические:
  - Куско
  - Отто
  - Дуайена
  - Симса
  - желобоватое
- Оториноларингологические:
  - рефлектор Симановского
  - воронки ушные с зеркальной поверхностью
  - зеркала носовые двустворчатые
  - зеркала гортанные

Пинцеты
- Анатомический

- Глазной шарнирный Барракера
- Лапчатый
- Хирургический

Иглодержатель
- Гегара
- Троянова

Зонды
- Кохера
- Маточный

Зажимы
- Бильрота
- Кохера
- Холстеда (типа «Москит»)
- Микулича
- Лапчатый
- Лёгочный

Ножницы
- Глазные пружинные
- Купера

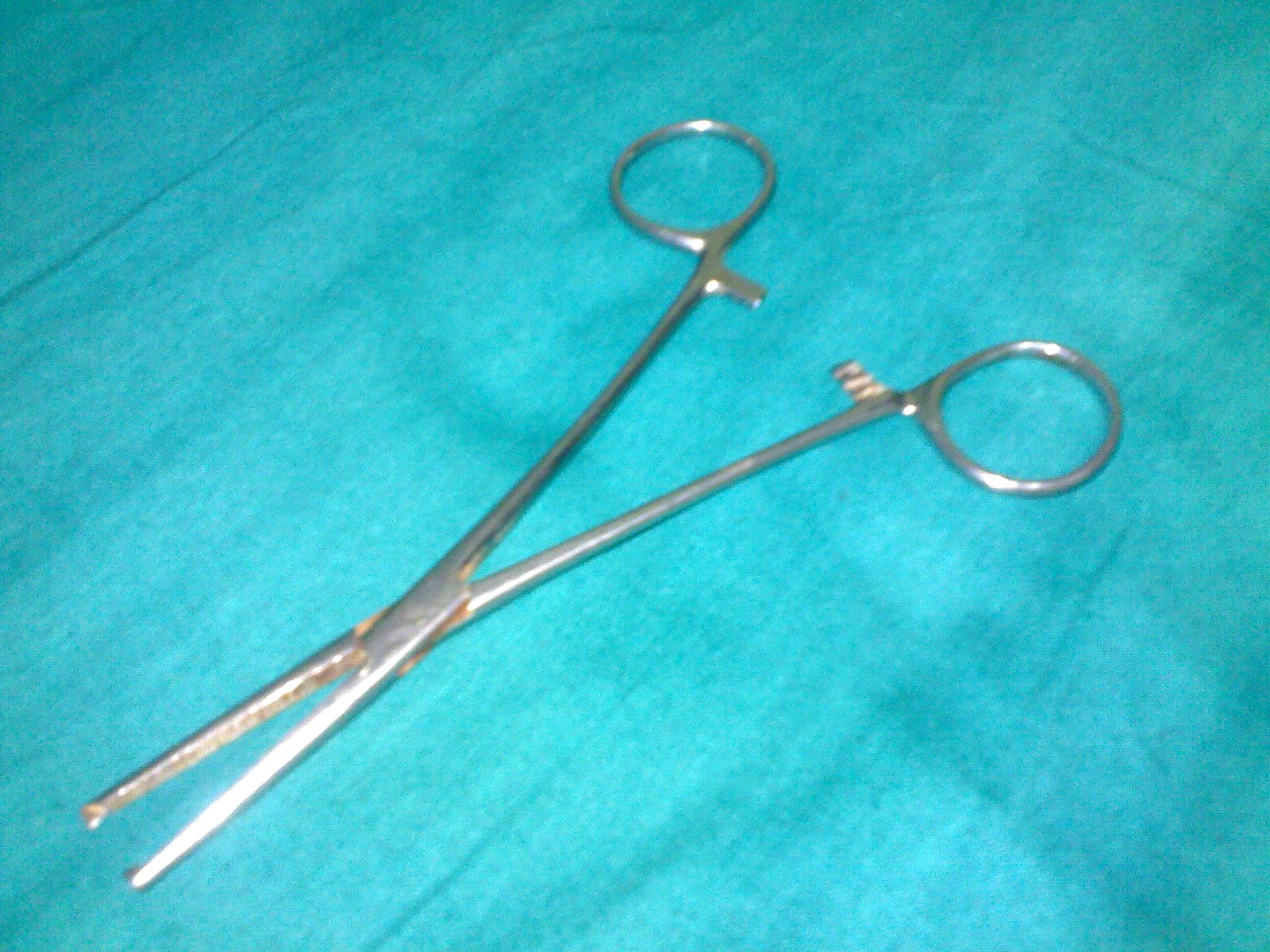
Зажим Кохера

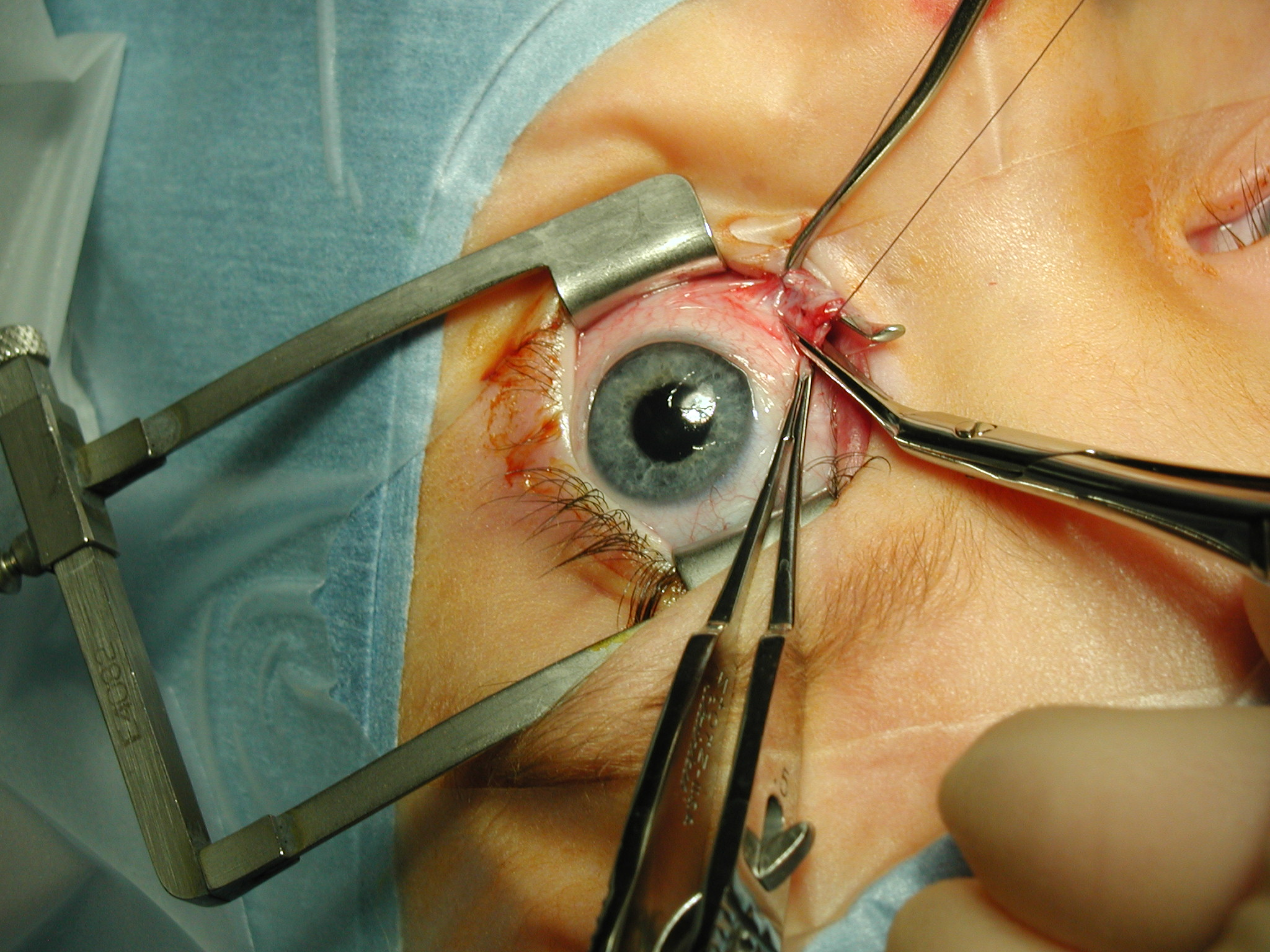
Зажимы в оперативном вмешательстве

- Ножницы-пинцет для радужной оболочки
- Рихтера
- Рёберные гильотины
- Рёберные Дуайен
- Акушерские для рассечения плода

Медицинские кусачки
- Кусачки Дальгрена для детей
- Кусачки Егорова — Фрейдина
- Кусачки костные Листона
- Кусачки костные для операций на позвоночнике типа Янсена
- Кусачки Люэра

Скальпели
- Брюшистый
- Остроконечный
- Офтальмологический
- Скальпель ушной серповидный

Операционные ножи
- Ампутационные